# Gradišče pri Vipavi
Gradišče pri Vipavi falu Szlovéniában, a Goriška statisztikai régióban, közel a Vipava-folyó forrásához. Közigazgatásilag Vipavához tartozik.

## Története
A települést neve 1953-ban változott meg Gradišče névről Gradišče pri Vipavi névre.

## Temploma
A Szentkereszt tiszteletére emelt temploma Koperi Katolikus Egyházmegyéhez tartozik, azon belül is Vipava egyházközséghez.

## Fordítás
- Ez a szócikk részben vagy egészben  a   Gradišče pri Vipavi című angol Wikipédia-szócikk ezen változatának fordításán alapul.  Az eredeti cikk szerkesztőit annak laptörténete sorolja fel. Ez a jelzés csupán a megfogalmazás eredetét és a szerzői jogokat jelzi, nem szolgál a cikkben szereplő információk forrásmegjelöléseként.